# Marko Radojević
Marko Radojević (Niš, 14. jun 1994) srpski je glumac i kompozitor.

## Biografija
Glumu je diplomirao 2020. godine na Akademiji umjetnosti u Banjaluci u klasi profesora Velimira Blanića. Stalni je glumac ansambla Narodnog pozorišta u Nišu.
Dobitnik nagrade Najbolji mladi glumac na festivalu Joakim Vujić 2021. godine i godišnje nagrade Jugoslovenskog dramskog pozorišta 2023 godine. Radojević je bio umetnički direktor Akademskog pozorišta Studentskog kulturnog centra u Nišu (2021-2022), tvorac je prvog niškog Escape Room-a, i osnivač je Udruženja mladih umetnika Niša.
Oženjen je Dinom Radojević, sa kojom ima sina Jakova.

## Filmografija
| God.      | Naziv                | Uloga          |
| --------- | -------------------- | -------------- |
| 2018      | Ulična svijetla      | Milan          |
| 2018      | Urgentni centar      | David Cvijakić |
| 2019      | Dobro jutro, komšija | Rasim          |
| 2019      | Preživeti Beograd    | Ilegalac       |
| 2020      | Jugoslovenka         | Rade Malobabić |
| 2021      | Vreme zla            | Ranjenik       |
| 2021      | Azbuka našeg života  | Pepe           |
| 2021–2024 | Igra sudbine         | Mile Kupus     |
| 2021      | Bilo jednom u Srbiji | Tonkin Mlađi   |
| 2023      | Heroji Halijarda     | Mršavi         |

## Teatrografija
| God.  | Naziv predstave         | Uloga   | Pozorište                       |
| ----- | ----------------------- | ------- | ------------------------------- |
| 2020. | Jedan Edip              | Krizip  | Narodno pozorište Niš           |
| 2020  | Bajka o bajatom pasulju | Prdoje  | Narodno pozorište Leskovac      |
| 2021  | Gde smo ono stali       | Pesnik  | Narodno pozorište Niš           |
| 2021  | Pinokio                 | Mačak   | Narodno pozorište Leskovac      |
| 2022  | La Gerila               | Roćko   | Narodno pozorište Niš           |
| 2022  | Oslobođenje Skoplja     | Riste   | Narodno pozorište Niš           |
| 2022  | Edip                    | Pevač   | Jugoslovensko dramsko pozorište |
| 2023  | San o zavičaju          | Kole    | Narodno pozorište Niš           |
| 2023  | Seme                    | Radovan | Narodno pozorište Niš           |
| 2023  | Brod za lutke           | Ivica   | Narodno pozorište Niš           |

## Spoljašnje veze
- Radojević na sajtu IMDb